# ۱۳۹۶ (خورشیدی)
سال ۱۳۹۶ خورشیدی، هزار و سیصد و نود و ششمین سالِ گاه‌شماری هجری خورشیدی است..
سرآغاز آن سه‌شنبه ۱ فروردین ۱۳۹۶ خورشیدی برابر با ۲۱ مارس ۲۰۱۷ میلادی (مطابق با ۲۲ جمادی‌الثانی ۱۴۳۸ قمری قراردای) و لحظه تحویل آن، ساعت ۱۳:۵۸:۴۰ روز دوشنبه ۳۰ اسفند ۱۳۹۵ خورشیدی به وقت ایران بود. این سال عادی و روز سه‌شنبه ۲۹ اسفند پایان آن بود.

## نام‌گذاری‌ها
- این سال در گاه‌شماری حیوانی سال مرغ است.
- این سال در ایران توسط علی خامنه ای «سال اقتصاد مقاومتی - تولید و اشتغال» نام‌گذاری شد.

## رویدادها

### فروردین
- ۱۶ فروردین - زلزله ۶ ریشتری در خراسان رضوی
- ۲۵ فروردین - سیل در شمال غرب ایران با ۴۰ کشته و زخمی

### اردیبهشت
- ۱۳ اردیبهشت - ریزش معدن آزاد شهر در گلستان با ۴۳ کشته و ۷۲ مصدوم
- ۲۳ اردیبهشت - زلزله ۵٫۷ ریشتری در خراسان شمالی
- ۲۹ اردیبهشت
  - انتخابات ریاست‌جمهوری ایران (۱۳۹۶)
  - انتخابات شوراهای اسلامی شهر و روستا (۱۳۹۶)

### خرداد
- ۱۷ خرداد - حملات تروریستی داعش به ساختمان مجلس شورای اسلامی و حرم سید روح‌الله خمینی
- ۲۸ خرداد - حملات موشکی ایران به مقر داعش در دیرالزور سوریه در پاسخ به حملات داعش در تهران

### تیر
- ۲۱ تیر - قتل آتنا اصلانی به‌دست اسماعیل رنگرز

### شهریور
- ۲۹ شهریور - اعدام اسماعیل رنگرز قاتل آتنا اصلانی
- ۳۱ شهریور - حادثه سوزاندن جوان ۱۹ ساله در مهاباد

### آبان
- ۲۱ آبان - زلزله ۷٫۳ ریشتری در کرمانشاه

### دی
- ۷ دی - تظاهرات ۱۳۹۶ ایران
- ۱۶ دی - حادثه نفت‌کش سانچی

### بهمن
- ۲۰ بهمن - بازی‌های المپیک زمستانی ۲۰۱۸
- ۲۹ بهمن - سقوط هواپیمای تهران - یاسوج.
- ۳۰ بهمن - اعتراضات دراویش گنابادی و کشته‌شدن ۳ مأمور انتظامی دولت.

### اسفند
- ۱ اسفند - انتشار آلبوم تصویر، شادمهر عقیلی.

## درگذشتگان

سعید کریمیان

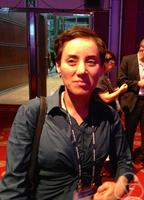
مریم میرزاخانی

زینب ساسانیان

محسن حججی

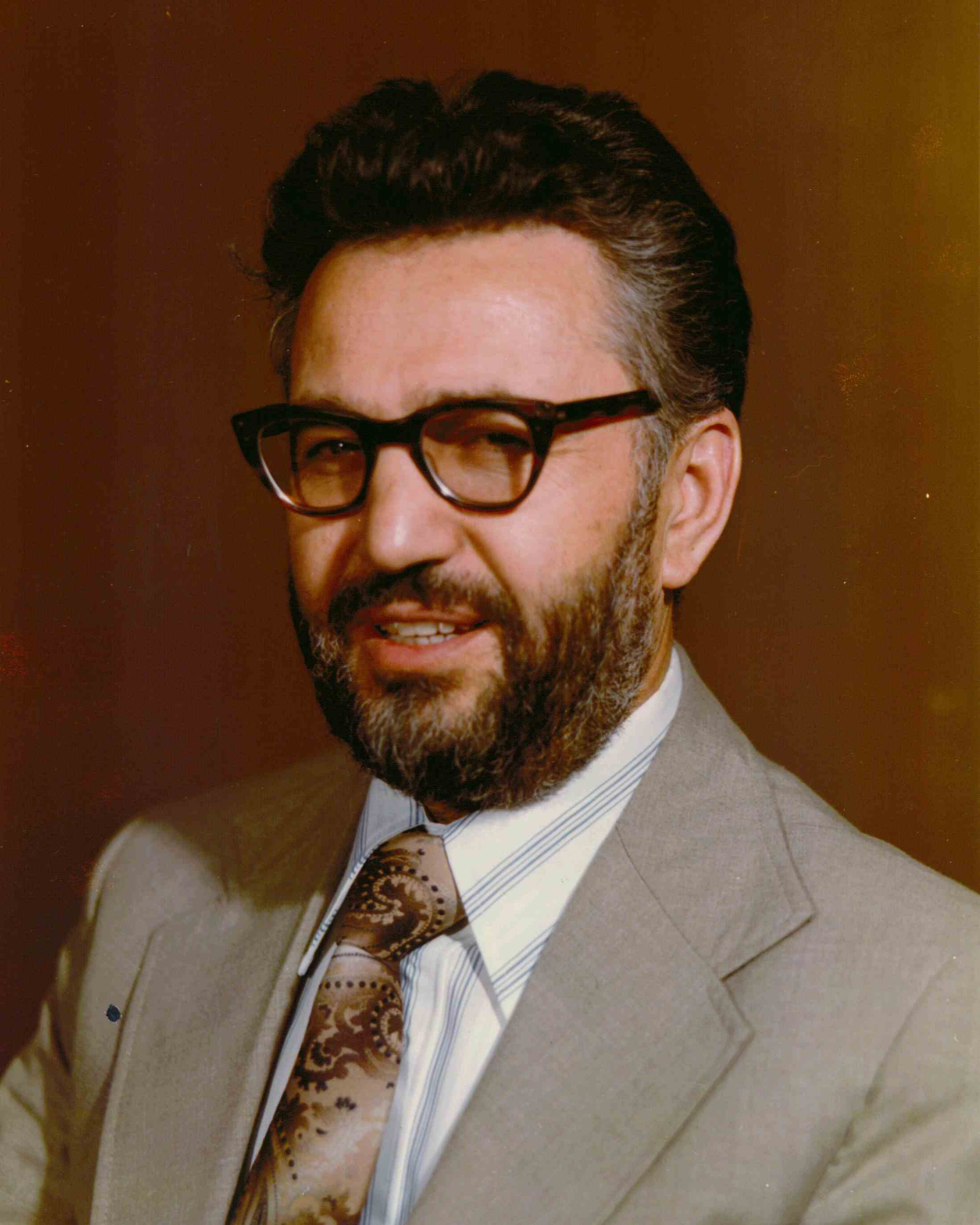
ابراهیم یزدی

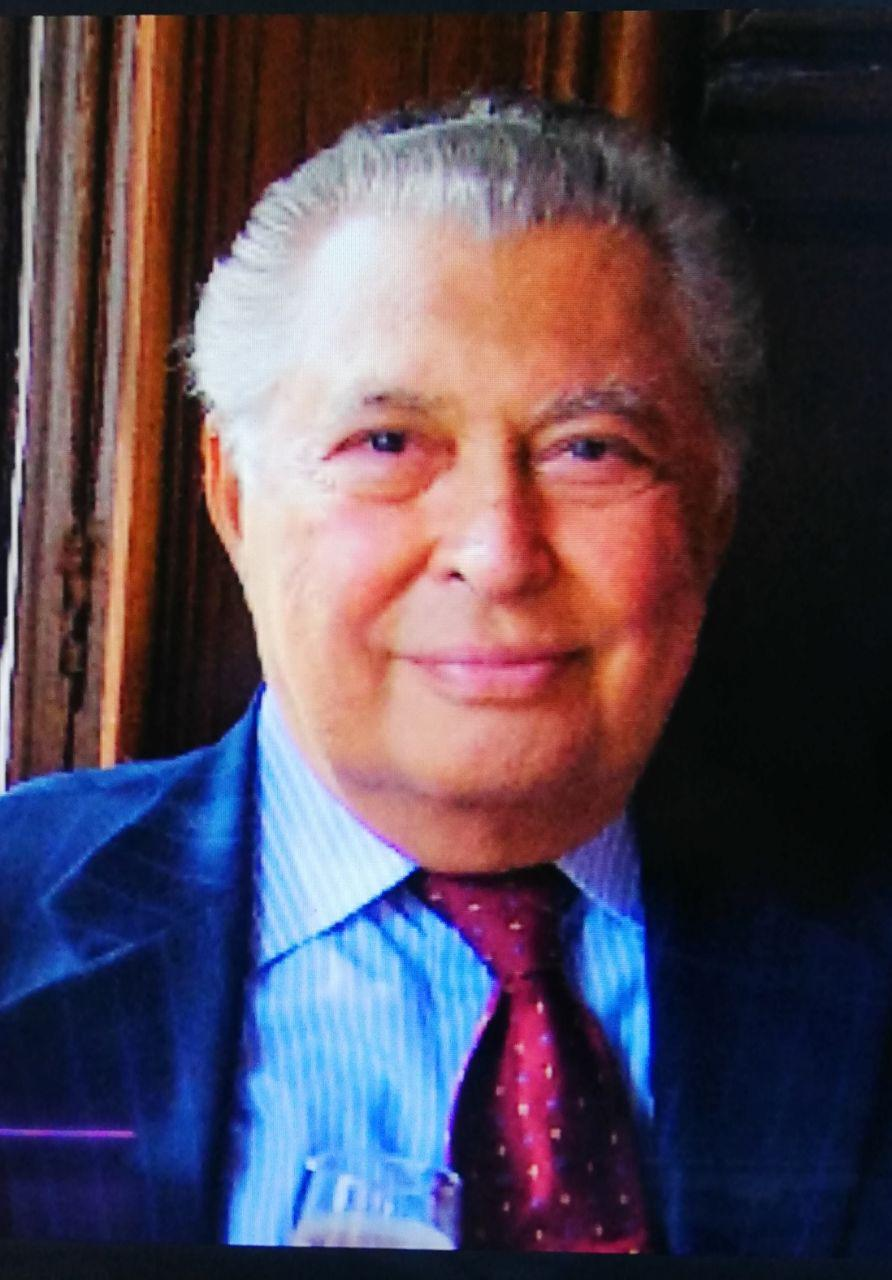
آبتین ساسانفر

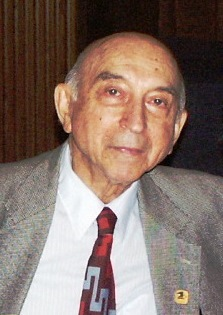
لطفی زاده

کورش اسدی

نازنین دیهیمی

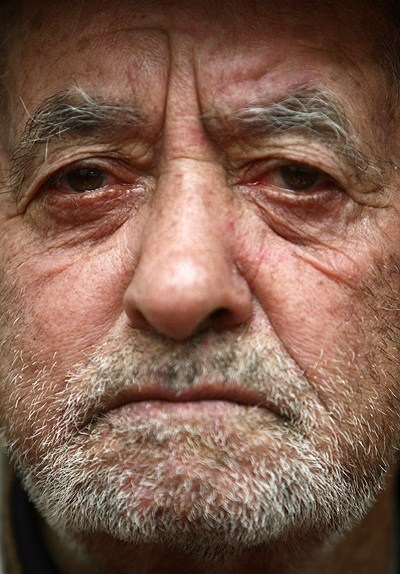
ریزعلی خواجوی (دهقان فداکار)

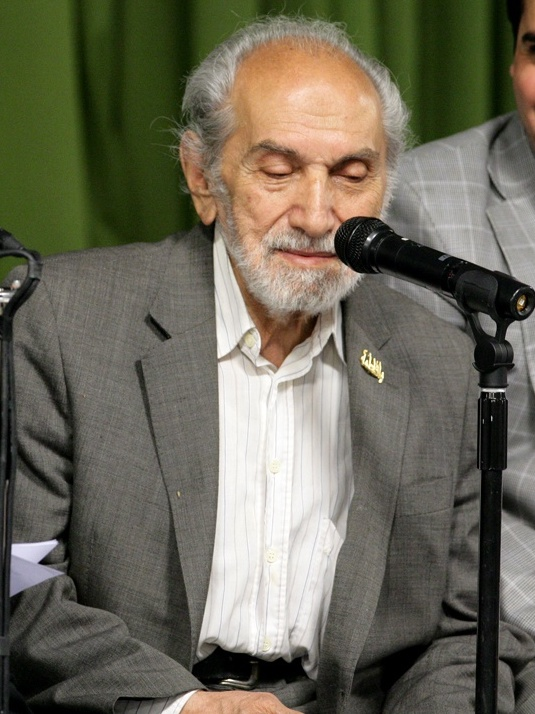
حبیب‌الله چایچیان

آتنا محمدی

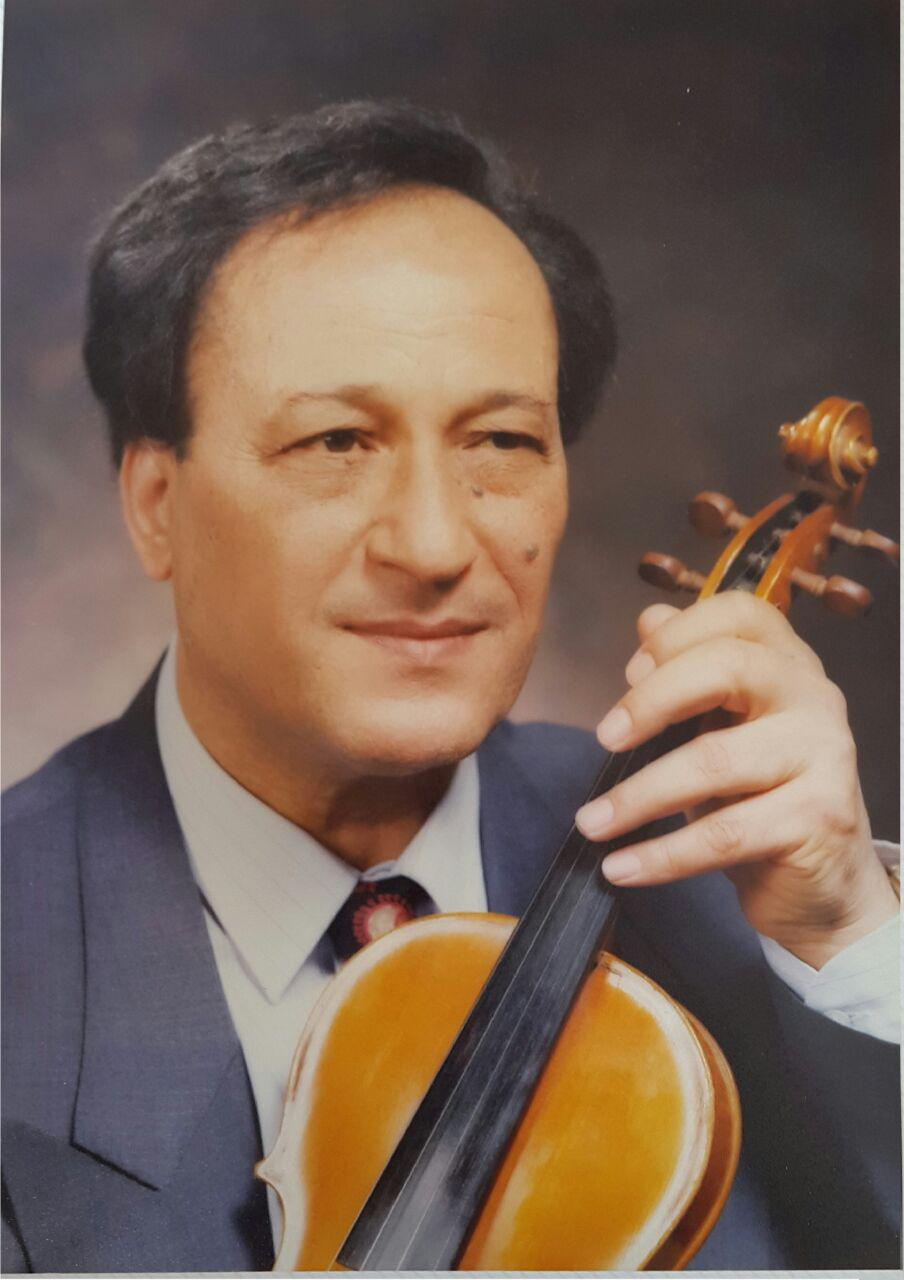
منوچهر لشگری

کاووس سیدامامی

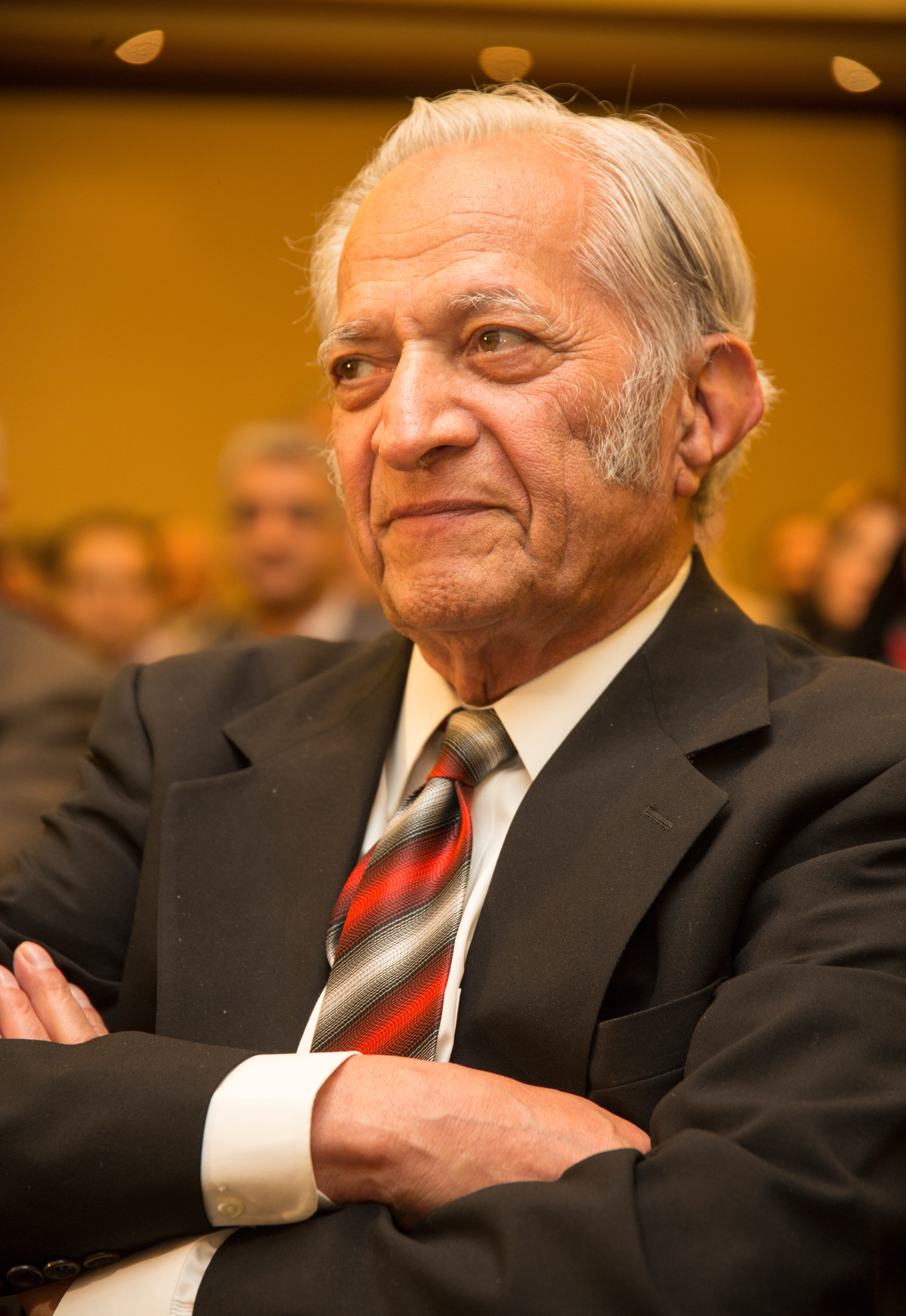
علی‌اصغر خدادوست

### فروردین
- ۴ فروردین – سیدمهدی ابن‌الرضا خوانساری، روحانی شیعه (زادهٔ ۱۳۱۶)
- ۵ فروردین – غلامحسن اولاد، شاعر و نویسندهٔ (زادهٔ ۱۳۲۹)
- ۷ فروردین
  - میراسماعیل صدقی‌آسا حسینی، موسیقی‌دان و نوازندهٔ بربط  (زادهٔ ۱۳۲۸)
  - عباس خسروی، نوازندهٔ ویولون  (زادهٔ ۱۳۲۰)
- ۹ فروردین – حسین توفیق، طنزپرداز (زادهٔ ۱۳۰۸)
- ۹ فروردین - ملا مهدی السکرانی، شاعر و ادیب عرب (زادهٔ ۱۳۲۳)
- ۱۴ فروردین - فرامرز شهنی، بازیگر سینما و تلویزیون (زادهٔ ۱۳۳۰)
- ۱۵ فروردین - ابراهیم ناعم، شاعر، قصیده‌سرا (زادهٔ ۱۳۰۰)
- ۱۶ فروردین - غلامرضا جهانشاهلو، ریاضیدان (زاده ۱۳۲۲)
- ۱۹ فروردین - هادی باریک بین، مجتهد قزوینی (زادهٔ ۱۳۰۹)
- ۲۳ فروردین - محمد خرمشاهی، طنزپرداز (زادهٔ ۱۲۹۰)
- ۲۶ فروردین - عارف لرستانی، بازیگر سینما و تلویزیون (زادهٔ ۱۳۵۰)
- ۲۶ فروردین - کیومرث منشی‌زاده، شاعر و طنزپرداز (زادهٔ ۱۳۱۷)

### اردیبهشت
- ۱ اردیبهشت - اسماعیل حاکمی والا، استاد دانشگاه، پژوهش‌گر ادبیات و مترجم  (زادهٔ ۱۳۱۵)
- ۴ اردیبهشت - نقی سیف‌جمالی، بازیگر سینما، تلویزیون و تئاتر (زاده ۱۳۳۷)
- ۵ اردیبهشت
  - هلن استلماخ، تنها بازمانده لهستانی‌تبار (زادهٔ ۱۳۱۰)
  - فیروز زنوزی جلالی، نویسنده ایرانی (زادهٔ ۱۳۲۹)
- ۸ اردیبهشت - عفیف باختری، شاعر و روزنامه‌نگار فارسی‌زبان (زاده ۱۳۴۱)
- ۹ اردیبهشت - سعید کریمیان، سرمایه‌دار و بنیان‌گذار شبکه جم (زاده ۱۳۵۱)
- ۱۷ اردیبهشت - غلامرضا پهلوی، آخرین فرزند رضا شاه (زاده ۱۳۰۲)
- ۲۳ اردیبهشت - محسن قانع بصیری، معرفت‌شناس، شیمی‌دان، نویسنده و نظریه‌پرداز (زادهٔ ۱۳۲۸)
- ۲۵ اردیبهشت - ناصر گیوه‌چی، کشتی‌گیر رشته آزاد (زادهٔ ۱۳۱۱)

### خرداد
- ۲ خرداد - امیرجلال‌الدین اعلم، پژوهشگر، مترجم و نویسندهٔ (زادهٔ ۱۳۲۰)
- ۵ خرداد - شعبان نصیری، فعال مدنی  (زادهٔ  ۱۳۳۷)
- ۱۲ خرداد - فروزنده اربابی، گوینده رادیو ایران در دوره پیش از انقلاب (زادهٔ ۱۳۱۳)
- ۱۷ خرداد - سید مهدی تقوی، روحانی، رزمنده تخریب‌چی لشکر ۱۰ سیدالشهدا
- ۲۰ خرداد - علی‌اکبر تجویدی، نقاش، پژوهشگر، باستان‌شناس و نگارگر  (زادهٔ ۱۳۰۵)

### تیر
- ۳ تیر - کورش اسدی، نویسنده داستان کوتاه (زادهٔ ۱۳۴۳)
- ۳ تیر - امیر حسن‌پور، پژوهشگر و و زبان‌شناس (زادهٔ ۱۳۲۲)
- ۱۱ تیر - عطاءالله بهمنش، ورزشکار، مدیر ورزشی، گزارشگر، خبرنگار و روزنامه‌نگار ورزشی (زادهٔ ۱۳۰۲)
- ۲۱ تیر - قتل آتنا اصلانی
- ۲۳ تیر - مریم میرزاخانی، ریاضی‌دان و استاد دانشگاه استنفورد (زادهٔ ۱۳۵۶)
- ۲۸ تیر - حبیب‌الله کاسه‌ساز، تهیه‌کننده سینما و تلویزیون (زادهٔ ۱۳۴۱))
- ۲۹ تیر - مرگ بنیتا

### مرداد
- ۲ مرداد - زینب ساسانیان، ورزشکار و دوچرخه سوار استقامتی
- ۶ مرداد - حسین شهبازیان، موسیقی‌دان و نوازنده ویلن (زادهٔ ۱۲۹۸)
- ۷ مرداد- مدیا کاشیگر، مترجم، نویسنده، شاعر و فعال فرهنگی (زادهٔ ۱۳۳۵)
- ۸ مرداد - محمود جهان، خواننده (زادهٔ ۱۳۳۰)
- ۱۳ مرداد - ناصر فرهودی، صدابردار و صداگذار موسیقی (زادهٔ ۱۳۳۱)
- ۱۶ مرداد - مرتضی حسین‌پور شلمانی، از فرماندهان نظامی (زادهٔ ۱۳۶۰)
- ۱۸ مرداد - محسن حججی، از نیروهای موسوم به مدافع حرم (زادهٔ ۱۳۷۱)
- ۲۳ مرداد - محمدعلی فلاحتی‌نژاد، وزنه‌بردار (زادهٔ ۱۳۵۵)

### شهریور
- ۱ شهریور - پرویز شفا، مدرس سینما، نویسنده، منتقد، و مترجم (زادهٔ ۱۳۱۷)
- ۲ شهریور - آبتین ساسانفر، پژوهشگر و رئیس انجمن زرتشتیان جهان (زاده ۱۳۰۷)
- ۶ شهریور - ابراهیم یزدی، وزیر امور خارجه ایران (زادهٔ ۱۳۱۰)
- ۱۵ شهریور - شهلا حبیبی، اولین زن منصوب‌شده به سمت مشاور رئیس‌جمهور پس از انقلاب ۱۳۵۷ ایران (زادهٔ ۱۳۳۷)
- ۱۶ شهریور - لطفی زاده، ریاضی‌دان، عالم کامپیوتر، مهندس برق (زادهٔ ۱۲۹۹)
- ۲۲ شهریور - حسین صعودی‌پور، بازیکن بسکتبال (زادهٔ ۱۳۰۰)
- ۲۶ شهریور - علی‌اصغر معصومی (روحانی)، نماینده  استان خراسان رضوی در مجلس خبرگان رهبری (زادهٔ ۱۳۰۵)
- ۲۸ شهریور - شهناز خلیلی ایرندگانی، خیاط فرح پهلوی در جشن‌های دو هزار و پانصد ساله ایران (زاده نامعلوم)
- ۲۹ شهریور - حسین راستی کاشانی، از اعضای جامعهٔ مدرسین حوزهٔ علمیهٔ قم (زادهٔ ۱۳۰۶)
- ۳۱ شهریور - نادر گلچین، خواننده آواز سنتی (زادهٔ ۱۳۱۵)

### مهر
- ۱۲ مهر
  - داوود احمدی‌نژاد، از نیروهای سابق اطلاعات و امنیت سپاه پاسداران انقلاب اسلامی و برادر محمود احمدی‌نژاد (زادهٔ ۱۳۲۸)
  - حامد هاکان، خواننده، آهنگساز و ترانه‌سرای ایرانی (زادهٔ ۱۳۶۲)
- ۱۳ مهر - محمد جراحی، عضو کمیته پیگیری ایجاد تشکل‌های کارگری، عضو سندیکای نقاشان ساختمانی، فعال کارگری و زندانی سیاسی (زاده نامعلوم)
- ۱۵ مهر - نقی سیف جمالی، بازیگر (زاده ۱۳۳۷)
- ۲۵ مهر - منوچهر صبوری کاشانی، جامعه‌شناس (زادهٔ ۱۳۱۴)
- ۲۸ مهر - صادق تبریزی، نقاش و خوشنویس (زاده ۱۳۱۷)
- ۳۰ مهر - رسول ارونقی کرمانی، نویسنده (زاده ۱۳۰۹)

### آبان
- ۱ آبان
  - علی سرافراز یزدی، نمایندهٔ حوزهٔ انتخابیهٔ مشهد و کلات در دورهٔ هفتم مجلس شورای اسلامی (زادهٔ ۱۳۲۰)
  - سید کاظم حسینی (بازیکن فوتبال)، بازیکن فوتبال
- ۲ آبان - ابراهیم آشتیانی، بازیکن و مربی فوتبال (زادهٔ ۱۳۲۵)
- ۴ آبان - علی‌اشرف درویشیان، داستان‌نویس و پژوهشگر سوسیالیست و چپگرای (زادهٔ ۱۳۲۰)
- ۵ آبان - رسول ارونقی کرمانی، نویسنده (زادهٔ ۱۳۰۹)
- ۸ آبان - عباس زندی، کشتی‌گیر رشته آزاد (زادهٔ ۱۳۱۰
- ۱۸ آبان - اکبر افتخاری، بازیکن فوتبال (زادهٔ ۱۳۲۲)
- ۲۰ آبان
  - نازنین دیهیمی، مترجم، ویراستار و روزنامه‌نگار (زادهٔ ۱۳۶۷)
  - مصطفی جاویدان، خواننده (زادهٔ ۱۳۲۵)
- ۲۵ آبان - محمد پورستار، بازیگر (زادهٔ ۱۳۱۸)
- ۲۷ آبان - رسول مهرپرور، نماینده حوزه انتخابیه درگز (زاده ۱۳۳۶)

### آذر
- ۴ آذر - جاوید جهانگیری، بازیکن فوتبال (زادهٔ ۱۳۲۷)
- ۹ آذر - طاهر احمدزاده، کنشگر سیاسی ملی-مذهبی و چپ‌گرا (زادهٔ ۱۳۰۰)
- ۹ آذر - حبیب‌الله چایچیان، شاعر (زادهٔ ۱۳۰۲)
- ۱۱ آذر - ریزعلی خواجوی، دهقان فداکار (زادهٔ ۱۳۰۹)
- ۱۵ آذر - علی ییلاقی اشرفی، اولین فرمانده لشکر ۲۵ کربلا (زادهٔ ۱۳۳۷)
- ۱۷ آذر - مرتضی غلام‌پور، کوهنورد (زادهٔ ۱۳۶۷)
- ۱۹ آذر - ناهید دایی جواد، خواننده موسیقی سنتی (زادهٔ ۱۳۲۱)
- ۲۹ آذر - محی‌الدین حائری شیرازی، روحانی شیعه و عضو سابق مجلس خبرگان رهبری شیراز (زادهٔ ۱۳۱۵)
- ۳۰ آذر - علیرضا یلدا، پزشک و استاد بیماری‌های عفونی در دانشگاه علوم پزشکی تهران (زادهٔ ۱۳۰۹)
- ۳۰ آذر - منوچهر برومند، قهرمان وزنه‌بردار (زادهٔ ۱۳۱۳)

### دی
- ۳ دی - حسین شاه‌حسینی، عضو شورای مرکزی جبهه ملی ایران از اعضای هیئت رهبری جبهه ملی (زادهٔ ۱۳۰۶)
- ۷ دی - علی رامز، بازیگر سینما، تلویزیون و تئاتر اهل ایران (زادهٔ ۱۳۰۶)
- ۱۱ دی - منوچهر لشگری، نوازنده ویلن، فلوت و آهنگساز اهل ایران (زادهٔ ۱۳۱۴)
- ۱۲ دی - علی‌اکبر معین‌فر، سیاست‌مدار و مدیر ارشد اجرایی ایرانی و نخست‌وزیر نفت (زادهٔ ۱۳۰۶)
- ۱۲ دی - عباسعلی نورا، نماینده مردم زابل از استان سیستان و بلوچستان در دوره‌های پنجم و هشتم مجلس شورای اسلامی (زادهٔ ۱۳۳۲)
- ۱۵ دی - جمشید الوندی، فیلم‌بردار سینمای اهل ایران (زادهٔ ۱۳۲۲)
- ۱۶ دی - سینا قنبری، از معترضین به حکومت جمهوری اسلامی (زاده ۱۳۷۳)
- ۱۹ دی - وحید حیدری، از معترضین به حکومت جمهوری اسلامی (زاده ۱۳۷۳)
- ۲۲ دی - سارو قهرمانی، از معترضین به حکومت جمهوری اسلامی (زاده ۱۳۷۲)
- ۲۳ دی - آتنا محمدی، بازیکن زن فوتبال (زادهٔ ۱۳۷۲)
- ۲۴ دی - نگار (هنرپیشه)، بازیگر تلویزیون و سینمای (زادهٔ ۱۳۳۴)
- ۲۶ دی - محمد کوثر، کارگردان (زاده ۱۳۲۳)
- ۲۷ دی - جهانگیر آموزگار، اقتصاددان (زادهٔ ۱۲۹۸)
- ۲۹ دی - منوچهر پوراحمد، کارگردان، تهیه‌کننده و بازیگر[۳]

### بهمن
- ۲ بهمن - محسن سلیمانی، داستان‌نویس، مترجم و پژوهشگر ادبیات داستانی و طنز (زادهٔ ۱۳۳۸)
- ۴ بهمن - تقی وحیدیان کامیار، پژوهشگر، ادیب و زبان‌شناس (زادهٔ ۱۳۱۳)
- ۱۰ بهمن - کریم زرگر، کارگردان (زادهٔ ۱۳۳۲)
- ۱۹ بهمن - کاووس سیدامامی، فعال محیط زیست  (زادهٔ ۱۳۳۲)
- ۱۹ بهمن - فریده صابری، بازیگر تئاتر، سینما و تلویزیون (زادهٔ ۱۳۲۷)
- ۲۳ بهمن - فریدون تفضلی، اقتصاددان، مترجم و استاد دانشگاه (زادهٔ ۱۳۱۹)
- ۲۵ بهمن - ابوالفضل انوری، کشتی‌گیر (زادهٔ ۱۳۱۶)
- ۲۹ بهمن - عبدالرضا کردی، روانشناس، نویسنده و شاعر (زادهٔ ۱۳۴۲)

### اسفند
- ۱ اسفند - محمد راجی، یکی از دراویش گنابادی که در اعتراض‌های دراویش گنابادی بازداشت و در اثر ضربات بازجویی درگذشت (زاده ۱۳۴۰)
- ۱۶ اسفند - همایون شهنواز، کارگردان و نویسنده ایرانی (زادهٔ ۱۳۱۵)
- ۱۹ اسفند - علی‌اصغر خدادوست، چشم‌پزشک ایرانی-آمریکایی و استاد دانشگاه‌های آمریکا (زادهٔ ۱۳۱۴)
- ۱۹ اسفند - لوون هفتوان، بازیگر و کارگردان ایرانی ارمنی‌تبار (زادهٔ ۱۳۴۵)
- ۲۹ اسفند - حسن رفیعی، کارگردان، فیلمنامه‌نویس و بازیگر (زاده ۱۳۲۸)